# Gesundheitskiosk
Gesundheitskiosk ist in Deutschland die Bezeichnung für niedrigschwellige und wohnortnahe Beratungsstellen zu Fragen der Gesundheitsversorgung, die insbesondere für Menschen mit besonderem Unterstützungsbedarf gedacht sind.

## Hintergrund
Der erste Gesundheitskiosk in Deutschland wurde 2017 in Deutschland im Rahmen eines Modellprojekts eingeführt. Die Maßnahme sollte in benachteiligten Regionen einen niedrigschwelligen Zugang zu Beratungs-, Informations-, Präventionsangeboten und Unterstützungsangeboten für die Inanspruchnahme von Gesundheitsdienstleistungen bieten. Vorbild für die Einführung von Gesundheitskiosken in Deutschland waren entsprechende Einrichtungen in Finnland (Terveyskioski).
Weitere Gesundheitskioske entstanden in Bremen, Nordrhein-Westfalen, Rheinland-Pfalz und Thüringen.

## Gesundheitspolitik (Deutschland)
Eine deutsche Gesetzesinitiative aus den Jahren 2022/2023 plant den Aufbau von bundesweit etwa 1.000 Gesundheitskiosken in sozial benachteiligten bzw. strukturschwachen Regionen. Die Initiative zielt auf Stärkung der Gesundheitsversorgung auf kommunaler Ebene und auf die Verbesserung der individuellen Gesundheitskompetenz.
Zu diesem Zweck sollen die geplanten Einrichtungen unter anderem folgende Aufgaben übernehmen:
- Beratung zu und Vermittlung von Leistungen der medizinischen Behandlung, Prävention und Gesundheitsförderung sowie Anleitung zu deren Inanspruchnahme;
- allgemeine Beratungs- und Unterstützungsleistungen zur medizinischen und sozialen Bedarfsermittlung;
- Koordinierung der erforderlichen Gesundheitsleistungen und Anleitung zu deren Inanspruchnahme;
- Unterstützung bei der Klärung gesundheitlicher und sozialer Angelegenheiten;
- Angebot von Informationsveranstaltungen zu Gesundheitsthemen mit dem Ziel, die Gesundheitskompetenz dauerhaft zu verbessern;
- Bildung sektorenübergreifender Netzwerke.

Stellungnahmen von Fachverbänden kritisierten am bekannt gewordenen Gesetzesentwurf unter anderem mangelnde Multiprofessionalität des Fachpersonals und unzureichende Abstimmung mit bereits existierenden ähnlichen Maßnahmen. In der vierten Fassung des Referentenentwurfs für ein Gesundheitsversorgungsstärkungsgesetz sind Gesundheitskioske nicht mehr enthalten. Die FDP fürchtete Doppelstrukturen zu Arztpraxen.